# Sara Fulp-Allen
Sara Fulp-Allen (ur. 22 lipca 1985) – amerykańska zapaśniczka. Dwa medale na mistrzostwach panamerykańskich, złoto w 2004. Szósta w Pucharze Świata w 2005. Druga na akademickich mistrzostwach w 2008 i trzecia na uniwersjadzie w 2005. Wicemistrzyni świata juniorów w 2005 roku.
Jest córką Lee Allena, zapaśnika i olimpijczyka z Melbourne 1956 i Rzymu 1960, a także siostrą Katherine, która również startuje w turniejach zapaśniczych.